# Ajaksípos hangszerek
Az ajaksípos hangszerek olyan fúvós hangszerek, amelyek peremhangos hangforrásként működő fúvóka segítségével szólalnak meg. A fúvóka rendszerint hengeres üregű hangszertesthez, csőrezonátorhoz csatlakozik, a hangsorok előállítása, a dallamjáték a legtöbbször hangszertesten lévő hanglyukak segítségével történik.
Az ajaksípos hangszerek legismertebb képviselői a furulya, a fuvola, az okarina, a pánsíp, ilyen elven működnek az orgona ajaksípjai.
A hangszerek Sachs–Hornbostel-féle osztályozása a hangszereknek ezt a csoportját fuvolák néven említi.

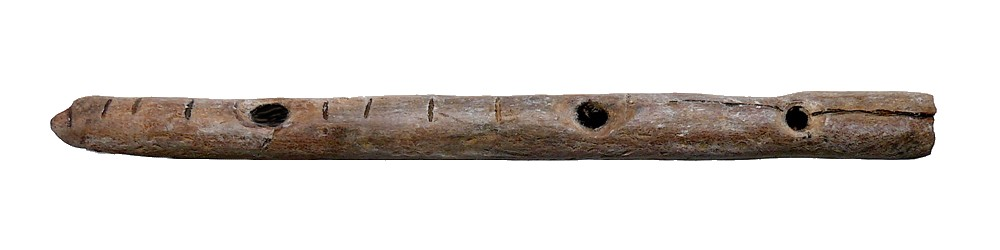
Csontfuvola az őskőkorszakból

## Működése
Az ajaksípos hangszerek elsődleges hangkeltő alkatrésze, fúvókája – elterjedt nézet szerint – légörvények, peremhangok által hoz létre rezgéseket oly módon, hogy keskeny légsugarat, „levegőnyelvet” irányít egy éles, ék alakú sima felületre, peremre, amely akusztikailag csatolva van egy cső- vagy üregrezonátorhoz. Még napjainkban is vitatott, nem teljesen tisztázott kérdés, hogy pontosan milyen folyamatok zajlanak le az ilyen típusú hangkeltő eszközökben.
Sokan az áramlás folytán a perem oldalain leváló örvényeket tekintik elsőrendű hangforrásnak, mások arra hívják fel a figyelmet, hogy a peremhez érő levegő már eleve hullámzik. Figyelemre méltó, hogy az örvények leválási gyakorisága jóval meghaladja a megszólaltatott alaphangok magasságát, ami kétségessé teheti a hangkeltésben betöltött szerepüket. Lehetséges, hogy az örvényeknek a hang beindításában, valamint a légsugármozgás stabilizálásában van szerepük. A nádnyelves hangszerek esetében kísérletileg és elméletileg is beigazolódott, hogy ha a nádnyelvet magas sajátrezgésének közelében rezgésbe hozzuk, akkor a légoszlop-rezonanciák magasabb rezgési móduszai gerjesztődnek, és nem az alaphang; ettől a hang erős és stabil lesz. Elképzelhető, hogy az örvényeknek is van ilyen hatásuk az ajaksípos hangszerek hangjára.

### A fúvóka

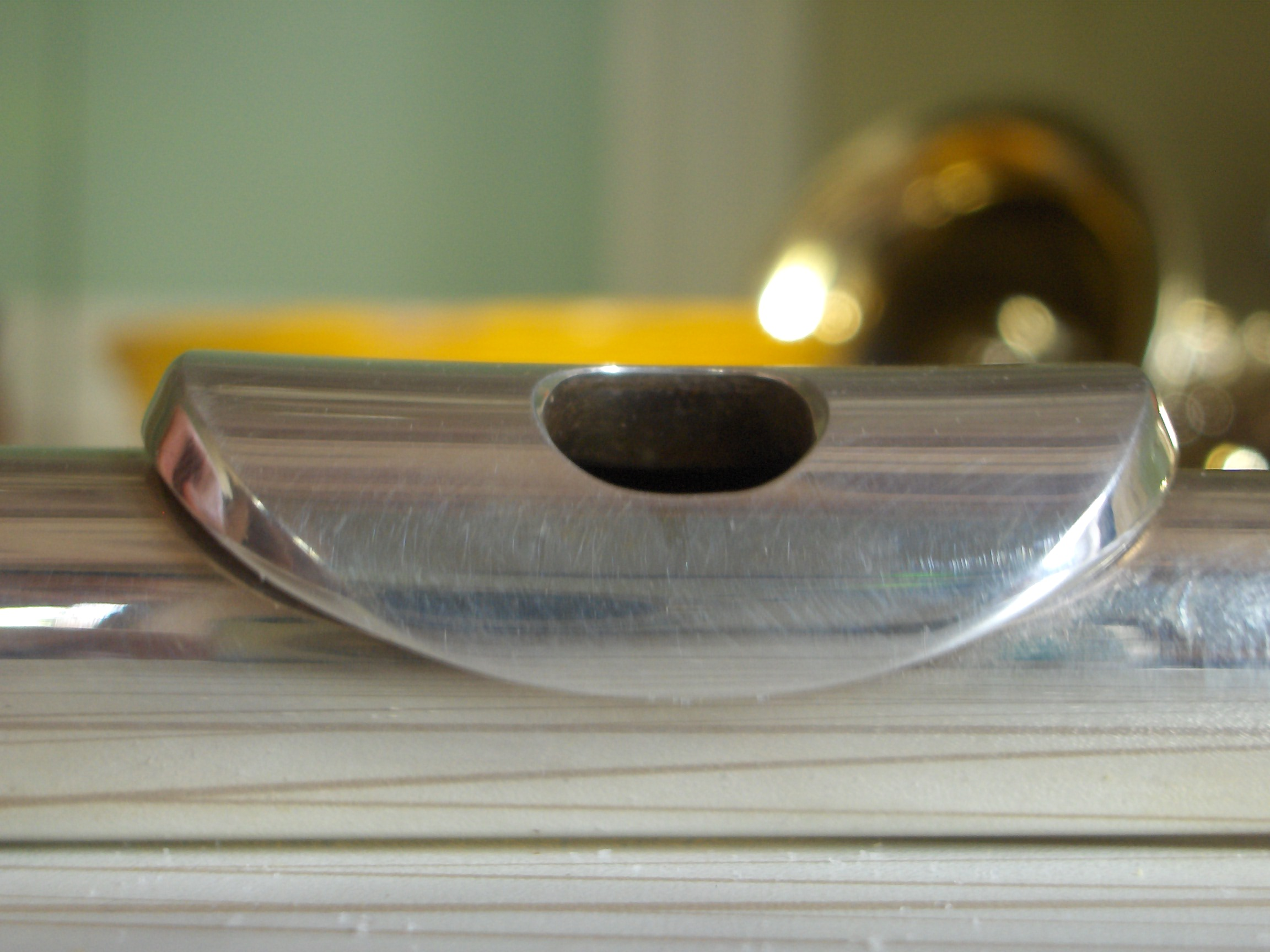
Harántfuvola fúvókája

Az ajaksípos hangszerek elsődleges hangkeltő alkatrésze sokféle formát mutathat. A pánsíp vagy a dugó nélküli tilinkó esetén a zenész egy egyszerű, zárt vagy nyitott végű cső peremére fúj oldalirányból légáramot, a dél-amerikai quena esetében a cső peremébe kanyarított kis éles bevágás segíti ezt elő. A harántfuvolánál a játékos az ajkai által képezett résen át a hangszer zárt végének közelében lévő nyílás peremére irányítja a levegőt, a furulya, az orgona ajaksípja esetén ez a levegőáram egy légcsatorna révén mechanikusan van terelve a szélhasító nyílás ék alakú peremére.

### A rezonátor
Az ajaksípos hangszerek csatolt rezonátorának az a vége, ahol a hangkeltés történik, nyomásingadozás szempontjából nyugalomban lévőnek tekinthető, itt a rezonátorcsőben kialakuló állóhullámnak kimozdulási, sebességingadozási maximuma van. Ez a maximális elmozdulás a peremre fújt levegőt félperiódusonként hol befelé húzza, hol kifelé nyomja, így stabilizálva, állandósítva a rezgésfolyamatot. A hangkeltés, a befúvás helye tehát az ajaksípos hangszereknél mindig a rezonátor nyitott végének tekintendő. A másik vége ennek alapján lehet nyitott (például fuvola) vagy zárt (például fedett orgonasípok). Az okarina, a zergekürt akusztikailag leginkább üregrezonátorként írható le, ahol a hangkeltés az üreg nyílásánál történik.

## Hangsorok létrehozása

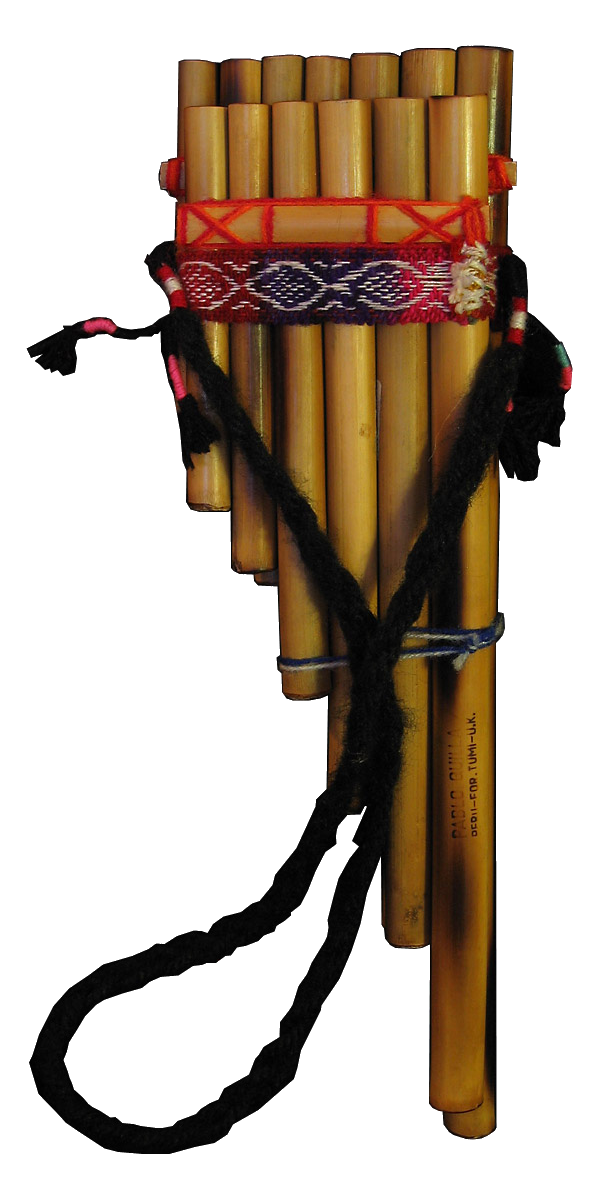
Bolíviai pánsíp, siku

Az ajaksípos hangszerek esetében – akár a többi fúvós hangszernél – a hangmagasságot a hangszer testében rezonáló levegőoszlop határozza meg, ennek hosszúságát hanglyukak segítségével lehet módosítani. A hanglyukak megnyitásakor a hangszer rezonátorcsövében létrejövő állóhullám máshol „érzékeli” a cső akusztikai értelemben vett végét, a rezgési csomópont a nyílás közelébe helyeződik, a hullámhossz megrövidül. Átfúvással, a megfúvás erejének, módjának megváltoztatásával e rezonáló levegőoszlopot másféle, szaporább, az alapfrekvencia többszörösének megfelelő rezgési módok felvételére lehet késztetni, ezzel tovább bővítve a hangterjedelmet.
A fuvola akusztikai szempontból mindkét végén nyitott, nagyjából hengeres csőnek tekinthető, ennek megfelelően a hangszer átfúvásával létrehozható hangmagasságok a természetes felhangsornak felelnek meg. Ez a legtöbb fuvolaszerű, ajaksíppal működő hangszerre igaz, sőt, a tilinkó esetén ezt a felhangsort önmagában dallamjátékra lehet felhasználni. A zárt testű ajaksípos hangszereknél – mint az okarina vagy a zergekürt – ezzel szemben csak a hanglyukakat használják a hangmagasság megváltoztatására, az átfúvás nem alkalmazható.
Egy merőben más módszer a különböző hangmagasságok előállítására az, amikor a hangszer maga több, a hangsor egy-egy hangjára hangolt ajaksípos hangkeltő eszköz összességéből áll. Ebben az esetben mindig az éppen megszólaltatandó hanghoz tartozó hangkeltő eszközre irányítja a zenész az ajkaival képezett légsugarat, mint a pánsíp esetén, vagy ezt a kiválasztást a hangszer levegőellátását szabályozó szelepek végzik, mint az orgonánál.

## Lásd még
- Fúvós hangszerek
- Nádnyelves hangszerek, Tölcséres fúvókájú hangszerek